# مصمودة

مصمودة هي أكبر مجموعة قبلية أمازيغية. يتواجد المصامدة اليوم بشكل أساسي في جبال الأطلس الكبير والصغير ومتوسط وصاغرو، وسهل سوس والحوز و‌تادلا وهضاب حاحا وحوض درعة. يشكلون نسبة كبيرة ومهمة من سكان المغرب.

## التاريخ
كانت مصمودة مستوطنة أجزاء كبيرة من المغرب، وكانت إلى حد كبير مستقرة وتمارس الزراعة. كانت إقامة أرستقراطية المصمودة أغمات في الأعلى أطلس وتارودانت. منذ القرن العاشر ميلادي، غزت قبائل البربر التابعة لمجموعات صنهاجة و‌زناتة أراضي المصمودة، تبعها القرن الثاني عشر فصاعداً العرب البدو (انظر بنو هلال).
ابن تومرت وحد قبائل المصمودة في بداية القرن الثاني عشر وأسس حركة الموحدية، التي وحدت لاحقًا كل المغرب العربي و الأندلس. بعد سقوط الموحدين، سادت خصوصية شعوب مصمودة مرة أخرى.

## مصمودة جبالة
ومن القبائل المصمودية من تعربت اليوم ومنها التي لا تزال تتكلم الأمازيغية ومن بين القبائل المصمودية المعربة اليوم قبيلة بنفس الاسم مصمودة التي تنتمي إلى التحالف القبلي المسمى بقبائل جبالة، والتعريب هذا يحصل من تحالفات هذه القبائل المتكررة مع العنصر العربي أو بالتزاوج معهم.